# Oligodon lacroixi
Oligodon lacroixi är en ormart som beskrevs av Angel och Bourret 1933. Oligodon lacroixi ingår i släktet Oligodon och familjen snokar. Inga underarter finns listade i Catalogue of Life.
Denna orm förekommer med flera från varandra skilda populationer i södra Kina (provinserna Yunnan och Sichuan) samt i norra Vietnam. Arten lever i bergstrakter mellan 1400 och 1900 meter över havet. Individerna vistas i bergsskogar och de är troligtvis nattaktiva. Honor lägger ägg.
Beståndet hotas av skogarnas omvandling till jordbruksmark och av intensivt skogsbruk. IUCN kategoriserar arten globalt som sårbar.